# Žešart
Žešart (in russo  Жешарт?; in lingua komi: Зӧвсьӧрт) è un insediamento di tipo urbano di 6 876 abitanti situato in Russia, nella Repubblica dei Komi, nel distretto Ust'-Vymskij.
Si trova sulla riva destra del fiume Vyčegda.